# Christmas-Faktor
Der Christmas-Faktor (auch Antihämophiles Globulin B oder Faktor IX) ist ein Gerinnungsfaktor der Blutgerinnung mit Enzymfunktion (Serinproteinase). Die Synthese des Christmas-Faktors findet in der Leber statt und bedarf Vitamin K. Das Protein hat eine molare Masse von etwa 68 kDa und gehört zur Gruppe der β-Globuline.

## Genetik
Das Gen, das den Christmas-Faktor kodiert, liegt beim Menschen auf dem X-Chromosom, Genlocus q27.1–27.2.

## Funktion
Der Christmas-Faktor wird durch den Faktor XIa (Plasma Thromboplastin Antecedent) und/oder Faktor VIIa (Proconvertin) aktiviert. Im aktivierten Zustand aktiviert der Christmas-Faktor wiederum durch Hydrolyse den Faktor X (Stuart-Prower-Faktor).
Als Coenzym benötigt der Christmas-Faktor Calcium, Phospholipide und Faktor VIII (antihämophiles Globulin A).

## Erkrankungen
Ein angeborener Mangel des Christmas-Faktors liegt bei einer Blutgerinnungsstörung (Hämophilie B) vor. Erworbene Mangelzustände treten bei Vitamin-K-Mangel oder dem Vorhandensein von Autoantikörpern gegen den Christmas-Faktor (z. B. Lupus erythematodes) auf.
Der Christmas-Faktor kann in Form von Faktorenkonzentraten als Infusion substituiert werden. Diese enthalten den Faktor in gereinigter und konzentrierter Form, der durch Plasmafraktionierung aus Blutplasma gewonnen wird.
Die Bestimmung der Christmas-Faktor-Aktivität kann diagnostisch Aufschluss über das Vorliegen eines Mangelzustandes geben.

## Geschichte
Der Christmas-Faktor wurde nach Stephen Christmas benannt, dem fünfjährigen Patienten, an dem 1952 erstmals die Hämophilie B und ihr Vererbungsmuster beschrieben wurden. Dass die Veröffentlichung im British Medical Journal ausgerechnet in der Weihnachtsausgabe vom 27. Dezember erschien, war wohl mehr Zufall und jedenfalls nicht entscheidend für die Namensgebung.